# Cholula
Cholula de Rivadavia è una città messicana dello stato di Puebla; sorge sul sito che fu della capitale dell'antica civiltà precolombiana dei Mixtechi.
La città di Cholula, posta ad un'altitudine di 2135 m s.l.m., si compone di due centri urbani: San Pedro Cholula (100.000 abitanti circa) e San Andrés Cholula (circa 50.000 abitanti) entrambi facenti parte della conurbazione della città di Puebla, posta circa a 15 km ad est.
Tra i due centri si trova il sito archeologico di Cholula, famoso per la sua gigantesca piramide, la più grande del mondo (il suo volume è circa tre volte quello della Piramide di Cheope), nonché, secondo il Guinness dei primati, la più grande struttura singola mai creata dall'uomo.